# 19 de Febrero de 1812
19 de Febrero de 1812 är en ort i Mexiko.   Den ligger i kommunen Cuautla och delstaten Morelos, i den sydöstra delen av landet, 60 km söder om huvudstaden Mexico City. 19 de Febrero de 1812 ligger 1 367 meter över havet och antalet invånare är 871.
Terrängen runt 19 de Febrero de 1812 är kuperad norrut, men söderut är den platt. Runt 19 de Febrero de 1812 är det mycket tätbefolkat, med 1 056 invånare per kvadratkilometer. Närmaste större samhälle är Cuautla Morelos, 8,1 km söder om 19 de Febrero de 1812. Omgivningarna runt 19 de Febrero de 1812 är en mosaik av jordbruksmark och naturlig växtlighet.